# Ancinus belizensis
Ancinus belizensis là một loài chân đều trong họ Ancinidae. Loài này được Kensley & Schotte miêu tả khoa học năm 1987.